# Somerton (Suffolk)
 (juillet 2018).
Si vous disposez d'ouvrages ou d'articles de référence ou si vous connaissez des sites web de qualité traitant du thème abordé ici, merci de compléter l'article en donnant les références utiles à sa vérifiabilité et en les liant à la section « Notes et références ».
Pour les articles homonymes, voir Somerton.
Somerton est une paroisse civile d'Angleterre, au Royaume-Uni, située dans le district de Babergh, comté du Suffolk.